# Beau Geste (miniserie televisiva)
Beau Geste è una miniserie televisiva della BBC, diretta da Douglas Camfiel e basata sul romanzo Un dramma nel Sahara di P. C. Wren. La miniserie, trasmessa su BBC1 dal 31 ottobre al 19 dicembre 1982, è interpretata da Benedict Taylor, Anthony Calf e Jonathon Morris nel ruolo dei tre fratelli. 

## Episodi
| N° | Titolo    | Prima TV originale |
| -- | --------- | ------------------ |
| 1  | Episode 1 | 31 ottobre 1982    |
| 2  | Episode 2 | 2 novembre 1982    |
| 3  | Episode 3 | 14 novembre 1982   |
| 4  | Episode 4 | 21 novembre 1982   |
| 5  | Episode 5 | 28 novembre 1982   |
| 6  | Episode 6 | 5 dicembre 1982    |
| 7  | Episode 7 | 12 dicembre 1982   |
| 8  | Episode 8 | 19 dicembre 1982   |